# Rakuša
Rakuša je priimek več znanih Slovencev: 
- Ciril Rakuša, harmonikar, glasbeni pedagog
- Erika Rakuša Boruta (*1979), ritmična telovadka
- Ferdinand Rakuša (*1927), lesar
- Fran Rakuša (1859—1905), učitelj in publicist
- Gustav Rakuša (1905—1976), zborovodja, glasbeni pedagog
- Ilma Rakuša (Ilma Rakusa) (*1946), švicarska pisateljica in prevajalka slovensko-madžarsko-slovaškega rodu
- Janko Rakuša (1901—1945), igralec
- Karel Rakuša  (1895—1990), sindikalist, politik, gasilec, zborist
- Metod Rakuša (1889—1963), genreral VKJ, sodelavec NOB
- Primož Rakuša, glasbeni pisec in zborovodja
- Rudolf Rakuša (1893—1970), stenograf, učitelj in esperanist